# Марксизам
Марксизам је филозофски правац, социолошка теорија, критика политичке економије и политичка идеологија утемељена на списима немачког филозофа Карла Маркса (по којој је добио име) и Марксовог пријатеља и сарадника Фридриха Енгелса. Од свих тих списа је најважнија Марксова недовршена књига Капитал.
Марксизам своје мотиве, метод и основне категорије црпи на критици енглеске политичке економије, француског утопијског социјализма и немачке идеалистичке филозофије из прве половине 19. века у свом настојању да капиталистичко друштво надогради на научној и револуционарној основи. Марксизам историју тумачи кроз сукоб повлашћених и потлачених друштвених класа, и сматра да ће експлоатација рада, идеолошке заблуде и ауторитарни односи бити укинути стварањем бескласног друштва званог комунизам. Као прелазна фаза између капитализма - кога марксисти сматрају последњим стадијумом класног друштва - и комунизма, успоставља се социјализам у коме би постепено требало да се укине робноновчана привреда заснована на:
- оплодњи вредности,
- оптицају капитала,
- приватном власништву над средствима за производњу, и
- тржишној алокацији ресурса, роба и услуга.

Марксизам се данас углавном повезује с револуционарним социјализмом, односно разним комунистичким покретима и државама, иако су све до 20. века међу марксисте спадали и умерени социјалисти од којих ће касније настати модерна социјалдемократија.
Након пада Берлинског зида и пропасти комунистичких режима у Источној Европи, марксизам - који је био њихова службена идеологија - је изгубио доста поборника, али је мањи део марксиста то схватио као прилику за рехабилитацију своје филозофије, коју су, по њиховим наводима, изопачили заговорници тоталитаризма као Стаљин, Енвер Хоџа, Мао и Пол Пот.

Према филозофском схватању историје, марксизам полази од претпоставке историјског материјализма који је сажето изражен у Марксовом предговору Прилогу критици политичке економије из 1859. године: 
У друштвеној производњи свога живота људи ступају у одређене, нужне, од њихове воље независне односе – односе производње, које одговарају одређеном ступњу развитка њихових материјалних производних снага. Целокупност тих односа производње сачињава економску структуру друштва, реалну основу на којој се диже правна и политичка надградња и којој одговарају одређени облици друштвене свести. Начин производње материјалног живота условљава друштвени, политички и духовни процес живота уопште. Не одређује свест људи њихово биће, већ обрнуто, њихово друштвено биће одређује њихову свест. На извесном ступњу свога развитка материјалне производне снаге друштва долазе у противречност са постојећим односима производње, или – што је само правни израз за то – са односима својине у којима су се дотле развијале. Из облика развитка производних снага ти се односи претварају у њихове окове. Тада наступа епоха социјалне револуције. С променом економске основе врши се брже или спорије преврат у читавој огромној надградњи... У општим цртама могу се азијатски, антички, феудални и савремени буржоаски начин производње означити као наредне епохе економске друштвене формације.
Кроз скуп филозофских и социолошких теорија друштва, економске критике и анализе историјског развоја идеја, структура и односа једног друштва проналази се заједнички именитељ свих марксистичких праваца који се препознаје у сагледавању експлоатације рада као темељној чињеници на којој се одиграва читава материјална репродукција друштвеног живота. У капитализму специфичност експлоатације рада почива на оплодњи вредности роба и услуга намењеним размени на тржишту. Стога се већина марксиста труди да препозна скривене облике друштвених процеса и институција кроз које се радничка класа лишава вишка вредности који присваја буржоазија. Свака политичка пракса која је темељена на радовима Маркса и Енгелса може се звати марксизмом; у то спадају различити облици политика и деловања комунистичких странака и комунистичких држава као и академско истраживање унутар многих поља друштвених наука. Иако постоје многе теоријске и практичне разлике између марксистичких струја већина њих деле заједнички темељ који је садржан у:
- третирању материјалних услова људског живота и друштвених односа као полазне основе у анализи конкретног друштва у одабраном историјском тренутку
- поставци да свест људи огледану у њиховој идеологији и култури одражава материјалне услове и односе у производњи, расподели, размени и потрошњи једног друштва
- разумевању класа у погледу различитих улога које имају у економским производним односима и одређеним положајима моћи које имају у друштву
- разумевању историчности и пролазности материјалне основице друштвених односа, затим идеолошких категорија једне епохе и институционалног склопа датог друштва
- погледу на историју према коме класна борба обликује сваку епоху одређене друштвено-економске формације, покрећући револуционарне политичке, друштвене и економске промене
- симпатијама према радничкој класи и пролетаријату као главном субјекту револуционарног обарања капитализма.

Главне тачке раздора међу марксистима концентришу се око начина извођења револуције и колико су радници спремни за такав подухват с обзиром на специфичне околности сваке земље и њен ниво развоја производних снага, затим у погледу карактера социјализма као прелазног друштвеног облика ка комунизму; ту спада и критика реал-социјалистичких држава које су постојале током 20. века. Унутар марксизма постоје различите струје, које су чак и у међусобном сукобу у погледу теоријских и методолошких поставки дијалектичког и историјског материјализма али и критике политичке економије. Све то чини да је веома тешко дати јединствену дефиницију марксизма, пошто се он и данас развија у критичкој дистанци према претходним полазиштима, у различитим националним културним срединама и с обзиром на актуелне кризе капиталистичког система који је у међувремену добио глобалне размере, како у погледу распрострањености у друштвима широм света, али и као међународног економског поретка.

## Класични марксизам
Класичним марксизмом се означавају радови и концепције Карла Маркса и Фридриха Енгелса који су разасути у многим њиховим списима. Израз „класични марксизам“ се често користи да се разликује од осталих „марксизама“ као праваца који су настали касније, а нарочито у XX веку. Остала је анегдота да је Маркс, једном приликом, написао у писму вођама француских радника Жилу Геду и свом зету Полу Лафаргу, који су обоје тврдили да познају марксистичке принципе да „ако је то марксизам онда, ја нисам марксиста“. Као што је амерички марксиста Хал Дрејпер рекао: „постоје мало мислилаца у модерној историји чија је мисао била тако лоше представљена, од стране марксиста и антимарксиста“, ни данас нису завршена спорења и поновне интерпретације Марксовог дела и Енгелсових тумачења, за која се тврди да представљају енгелсизам, који је на догматски начин усисан у поставке марксизма-лењинизма као официјелне идеологије реал-социјалистичких држава у XX веку.

### Карл Маркс и Фридрих Енгелс
Карл Хајнрих Маркс је био веома утицајни немачки филозоф јеврејског порекла, политички економиста, социолог, социјалистички револуционар и мислилац. Маркс се дотицао великог броја различитих проблема, укључујући отуђење и експлоатацију радника, разумевање анатомије капиталистичког начина производње, критику политичке економије и њених категорија, развијање дијалектичког и историјског материјализма. Ипак, најпознатији је по анализи историје у контексту класних борби као што је то сажела почетна реченица у Комунистичком манифесту: „Историја свих досадашњих постојећих друштава је историја класних борби.“ Утицај њихових идеја, већ популарних током његовог живота, је много био проширен победом руских бољшевика у Октобарској револуцији 1917. У ствари постоји мали број делова света који нису значајно били додирнути марксистичким идејама у току 20. века.
Фридрих Енгелс је био немачки политички филозоф 19. века. Он је био блиски сарадник Карла Маркса и многе концепције марксизма су настале под његовим упливом.
Први пут су се срели у септембру 1844. Открили су да имају сличне погледе на филозофију и буржоаско друштво те су одлучили да раде заједно, написавши одређен број радова међу које спада Die heilige Familie (Света породица). Након што је француска влада депортирала Маркса из Француске у јануару 1845. Енгелс и Маркс су одлучили да се преселе у Белгију која је тада омогућавала већу слободу изражавања него неке друге земље у Европи. Енгелс и Маркс вратили су се у Брисел јануара 1846. где су засновали комунистички комитет за кореспонденцију.
Године 1847. Енгелс и Маркс су заједно започели да пишу један памфлет по угледу на Енгелсове Принципе комунизма. Довршили су памфлет од 12.000 речи у шест недеља израженим једноставним стилом како би идеја комунизма била разумљива широј публици и издали га под називом Комунистички манифест у фебруару 1848. У мају те године Белгија је депортовала Маркса и Енгелса. Преселили су се у Келн где су започели да издају критичко радикалне новине Neue Rheinische Zeitung. Године 1849. морали су да напусте Немачку и сместили су се у Лондон. Пруске власти су вршиле притисак на британску власт да их протера, али премијер Лорд Џон Расел је одбио тај предлог. Породица Маркс је живела у тешкој оскудици, па је Фридрих Енгелс често помагао у њиховом издржавању.
После Марксове смрти 1883. године, Енгелс је посветио остатак свога живота уређујући и преводећи Марксове списе. Он је исто тако значајно допринео феминистичкој теорији видевши као узрок моногамног брака доминацију мушкарца над женом. У том смислу повезује комунистичку теорију са породицом тврдећи да су мушкарци доминирали женама као што је капиталистичка класа доминирала радницима. Енгелс је умро у Лондону 1895.

### Рани утицаји
Класични марксизам је био под утицајем различитих мисаоних праваца тога доба:
- Немачки филозофи у које спадају: Имануел Кант, Георг Вилхелм Фридрих Хегел, Лудвиг Фојербах
- Енглески и шкотски политички економисти у које спадају: Адам Смит и Дејвид Рикардо, Вилијем Пети.
- Француски друштвени теоретичари у које спадају: Жан Жак Русо, Шарл Фурије, Сен Симон, Пјер Жозеф Прудон, Флора Тристан, Луј Бланк
- Рани утопијски, хришћански и ситнобуржоаски социјализам: Роберт Овен, Томас Карлајл, Карл Грин, Жан де Сисмонди

Остали утицаји су:
- Антички материјализам нпр. Епикур, Лукреције
- Ђанбатиста Вико

### Главне идеје
Главне идеје Марксовог и Енгелсовог колективног дела укључују:
- средства за производњу: представљају комбинацију средства за рад и предмета рада које користе радници при изради роба и услуга. У средства за рад спадају машине, алати, опрема, инфраструктура и „све оне ствари помоћу којих човек делује на предмет рада...“. У предмете рада спадају сирови материјали и енергије директно преузетих из природе или као полуфабрикати у даљем процесу производње. Средства за производњу сама по себи не стварају нову вредност већ је преносе кроз амортизацију на финални производ. Радна снага ствара новостворену разменску вредност роба и услуга на тржишту. Вредност је изражена друштвено потребним радном времену за њихову производњу и транспорт. а које је са своје стране одређено тренутно доступним степеном продуктивности технологије, технике и знања.
- начин производње: образује се у дијалектичкој међуповезаности производних снага (средства за производњу, знања, радно становништво) и производних односа (у шта спада власништво, моћ и контролни односи који владају међу члановима друштва често кодификовани кроз правни систем и морална начела; кооперативни радни односи и облици повезивања у процесу производње; односи међу људима и предметима њиховог рада и односи између друштвених класа).
- база и надградња: Маркс и Енгелс користе метафору „база-надградња“ да објасне тоталитет односа у друштву између појединаца, група и класа који се обликују у међусобној дијалектичкој повезаности са материјалном репродукцијом њиховог индивидуалног и колективног живота, а на чијем битисању израста идеолошко-институционална надградња на основу политичко-правних филозофија и категорија које се кристалишу у једном историјском раздобљу. Бази кореспондира друштвена свест у коју спадају религијске, филозофске, обичајне, етичке, културолошке и остале идеје, појмови и представе. База условљава институционалну надструктуру и друштвену свест. Конфликт између развоја материјалних производних снага и производних односа узрокује друштвене револуције и кретања у економском темељу који ће пре или касније довести до преобликовања целокупне друштвене надструктуре. Али за Маркса процес није једносмеран – рефлексиван је и дијалектичан. База одређује надструктуру у првој инстанци и остаје темељ облика друштвене организације која тада може повратно деловати на базу. Однос између надструктуре и базе се сматра дијалектичним, а не као одељени узрочно-последични однос.
- класна свест: Класна свест значи самосвест класе о свом месту и интересима у друштвеној структури, а пре свега у материјалној репродукцији друштва. Код радника је она веома битна да би уопште могла да наступи револуција и ослободилачко обарање капитализма. Класна свест владајуће буржоазије је оптерећена фетишистичким категоријама и идеолошким представама што се одражава у њеним блиским књижевним делима, уметничким доживљајима света и људи, научним појмовима, обичајним и моралним праксама, политичким опредељењима и схватањима, правном резоновању итд.
- идеологија: Без давања опште дефиниције за идеологију Маркс је неколико пута користио овај термин да одреди производњу "слике" друштвене стварности. Према Енгелсу, „идеологија је процес постигнут од мислиоца свесно, тачно је, иако лажном свешћу. Праве мотивишуће силе које га подстичу остају му непознате; другачије то не би био идеолошки процес. Стога замишља лажне или на први поглед мотивирајуће силе“. Због тога што владајућа класа контролише средства за производњу, надградња друштва као и њезина владајућа правна и морална правила ће бити одређена ономе што је у најбољем њиховом интересу. Као што је Маркс рекао славно у Немачкој идеологији, „идеје владајуће класе су у свакој епохи владајуће идеје тј. класа која влада материјалним силама у друштву истовремено влада његовим интелектуалним силама“.[6] Стога је идеологија друштва од изразите важности, јер чини да се класе и поред свог конфликта држе кроз лажну свест о друштвеној стварности у међусобној хармонији и послушности (као рецимо фетишизам робе за који се сматра да је природни облик производње материјалних добара).
- историјски материјализам: Историјски материјализам је први артикулисао Маркс иако сам није користио тај термин. Он тражи узроке развоја и промена у људским друштвима у материјалној репродукцији и производним односима, а која преко основних категорија на којима почива утиче на низање филозофских, правних, политичких, моралних, религиозних идеја, концепција, установа и институција целокупног друштвеног живота (нпр. друштвене класе, политичке структуре, идеологије).[7][8][9] Однос између материјалне базе и друштвене надградње је дијалектичан, што значи да ови чиниоци међусобно утичу једни на друге и прожимају се кроз своје функционисање, с тим што материјална производња, расподела, размена и потрошња дају архитектуру, обим, начело, услов и границе деловања друштвене надградње.
- политичка економија: Термин политичка економија је неколико векова пре Маркса значио проучавање услова под којим је организована материјална производња људи у држави капиталистичког друштва. Политичка економија стога проучава механизам, структуре и институције материјалне репродукције која се одвија кроз тржишта, акумулацију капитала и оплођавање вредности. Маркс је критиковао класичну политичку економију и њене категорије као специфичан вид идеологије капиталистичког друштва и самонаметнутих фетишистичких представа о буржоаском друштву.
- експлоатација: Маркс експлоатацију радничке класе од стране буржоазије види као инхерентно својство и кључни елемент капитализма и слободног тржишта. Робе добијају своју разменску вредност на основи друштвено потребних радних часова за своју производњу, а који су са своје стране одређени тренутно доступном продуктивном технологијом. Робе се продају на тржишту за новац који се акумулише у рукама капиталисте. Профит који је присвојио капиталиста је разлика између вредности производа добијене од уложених просечних друштвено потребних радних часова радника и наднице коју радник прима за продају своје радне снаге; другим речима, на темељу плаћања радника мање од пуне вредности који је он остварио својим радом, капиталистичка класа присваја вишак вредности путем реализације роба на тржишту. Вишак вредности се даље дели на профит, камату и ренту, а један његов део чине и порези. Буржоаска политичка економија и савремена економика вођена маргинализмом оспоравају да се на овакав начин капитал оплођује и увећава. За профит се узима да је настао повољном констелацијом понуде и потражње на тржишту, али је Маркс у својим радовима непрестано побијао такво становиште, указујући да понуда и потражња могу имати само редистрибутивни ефекат на укупно новостворену вредност. Што би се добило на једној страни, на другој би се изгубило, а свакодневна пракса економског живота указује да се продуктивност технике и рада стално повећава уз пратеће увећање вредности укупног националног дохотка. Упркос тврдњама савремене економске науке да раст плата и доходака прати увећавање продуктивности рада, многобројне студије показују да цена рада видно заостаје за продуктивношћу, што указује на исправност Марксових постулата о експлоатацији рада под маском слободне тржишне размене.
- отуђење: Маркс спомиње отуђење људи од људске природе у производном процесу али и у целокупном друштвеном животу капитализма. Отуђење описује објективне услове особе у буржоаском друштву и није нужно да неко верује или се осећа да је отуђен, да би само отуђење постојало.

##### Класа
Маркс је веровао да се друштвена класа обликује њеним односом према средствима производње (у опозицији према томе да је класа одређена само по богатству тј. да постоји само стратификација на основу дохотка на нижу, средњу и високу класу као што се то често чинило у дотадашњој социјалној филозофији) и њеним местом у материјалној репродукцији друштва која обухвата производњу, расподелу, размену и потрошњу.
Маркс описује неколико друштвених класа у капитализму:
- пролетаријат: представља велику масу становништва која је лишена средстава за производњу и принуђена је да продаје радну снагу ради одржања свога живота и живота својих породица, обављајући најамни рад путем кога капиталиста црпи вишак вредности који га радник додаје робама у процесу производње. Према Марксу, капиталистички начин производње непрекидно ствара услове под којим буржоазија искориштава пролетаријат, због чињенице да машине, техника, материјали, природна богатства и крајњи производ добијају облик приватног капитала који се стално акумулише у рукама својих поседника.[10]
- буржоазија: чине је власници земље и средстава за производњу, који новчаним капиталом купују радну снагу, чијом се експлоатацијом извлачи вишак вредности у облику профита, камате и ренте. Ове последње категорије стицања дохотка јесу основица за поделе међу слојевима унутар буржоазије и њихове опречне интересе.

Буржоазија се може даље поделити на крупну буржоазију и ситну буржоазију. Ситна буржоазија су они који на основу малог поседа запошљавају радну снагу али и сами раде у својим предузећима, радионицама, газдинствима или магазинима. То могу бити мали власници, занатлије, сељаци који имају земљу али и трговци. Маркс је предвиђао да ће ситна буржоазија евентуално бити уништена непрестаном концентрацијом и централизацијом капитала кроз конкуренцију на тржишту, стварањем олигопола те да ће велики део њених припадника бити гурнут у пролетаријат, а мањина ће се регрутовати у редове крупне буржоазије.
Маркс је идентификовао и друге класе као:
- лумпенпролетаријат: сиромаси, болесници, инвалиди, бескућници, сирочад, удовице, криминалци, вагабунди, просјаци итд. Људи који су на друштвеној маргини и који су принуђени да се продају било коме да би преживели. Они су настали као последица првобитне акумулације капитала, као што је био случај са некадашњим британским кметовима који су избачени са општинске земље и феудалних имања на којима су вековима живели. Лумпенпролетеријат се стално обнавља захваљујући флуктуацијама капиталистичке акумулације у току даљег развоја капитализма.
- земљопоседници: Класа људи који су су чинили некадашњу аристократију, наследивши посед из феудалних времена, стичу богатство и моћ захваљујући ренти коју убиру из вишка вредности, а који се остварује у производном процесу експлоатацијом радне снаге у индустрији под контролом капиталиста или пак директном експлоатацијом рада сељаштва на земљи која је под закупом.
- сељаштво и пољопривредници: Ову класу је гледао као неорганизовану и подложну реакционарним расположењима за револуцију. Веровао је и да ће та класа нестати претварањем земљорадње у крупну монополистичку пољопривредну производњу под утицајем концентрације и централизације капитала, и да ће већина њих постати индустријски пролетаријат или резервна армија рада.

##### Марксова теорија историје
Марксистичка теорија се заснива на историјском материјализму који разуме људско друштво као дијалектички тоталитет који је одређен материјалним условима репродукције свог опстанка и развоја, а њега чини сложена мрежа односа у које људи ступају да би испунили биолошке и културом развијене потребе на основици природних ресурса и технике којом располажу. Материјална репродукција чини темељ и основни фактор који обликује друштвену надградњу која се састоји од политичко-правног система и културних, моралних и религиозних образаца колективног људског битисања. Међу њима не постоји једноставан узрочно-последични однос већ дијалектичко јединство и међусобно прожимање и условљавање. Економију не треба схватити као пуку научну дисциплину ограничену на данашње обличје капитализма које је он задобио у различитим националним границама.
Критика политичке економије коју је Маркс извео у својим делима управо иде на то да покаже пролазни и историјски карактер темељних економских категорија којима барата дато друштво у својој свакодневној материјалној производњи, расподели, размени и потрошњи. Те категорије чине темељне појмове и представе на којима се надовезују филозофске идеје и правно-политичке концепције чија је функција успостављање и стабилизација друштвене структуре, њеног институционалног склопа и класног поретка. Марксизму се често пребацивао економизам у тумачењу друштвеног живота и његових разноврсних феномена али се тиме губи из вида дијалектички метод на коме историјски материјализам инсистира у анализи једне епохе. Идеологија, политика, право, морал, религија, култура и мрежа друштвених институција повратно делује на производну структуру и процесе једног друштва, и њу усмеравају у одређеним правцима развоја. Марксизам и те како такве утицаје узима у обзир и покушава да их објасни на научној основи. Међутим, основну анатомију, улогу, границе и начело функционисања целокупне друштвене надградње даје материјална репродукција и њен "резон" на коме почива, а која одражава класне односе међу друштвеним групама.
У општем погледу Маркс и Енгелс су идентификовали пет друштвено-економских формација које су се појавиле у историји Западне Европе и света и које би настале евентуалном еманципацијом радничке класе у будућности:
1. Примитивни комунизам: виђен је у кооперативним племенским друштвима у далекој прошлости човечанства.
2. Робовласничко друштво: које се рађа када племе постане град-држава и када заробљава велики број робова. Тада се ствара робовласничка и војна аристократија и зачиње се обимнија трговина.
3. Феудализам: земљопоседничка аристократија постаје владајућа класа на основу феудалног власништва и власти, на чијој земљи морају да раде кметови. Трговци се полако претварају у прве капиталисте.
4. Капитализам: успоставља се владајућа класа капиталиста која располаже новчаним капиталом и средствима за производњу на основу којих експлоатише радничку класу под фикцијом слободног уговора.
5. Диктатура пролетаријата: означава прелазан период социјализма у коме радници јачају класну свест, збацују капиталисте и преузимају контролу над државом, природним ресурсима и средствима за производњу.
6. Комунизам: бескласно и бездржавно друштво које почива на високој основици производних снага и рационалној контроли материјалне производње, расподеле, размене и потрошње..

## Марксистичке школе мисли

### Западни марксизам
Западни марксизам је термин којим се описује широка разноликост марксистичких теоретичара ситуираних у западној и средишњој Европи (а у другој половини 20. века и у Северној Америци) у контрасту са званичном доктрином марксизма-лењинизма у Совјетском Савезу и земљама Источног блока и маоизма у Народној Републици Кини.

#### Структурални марксизам
Структурални марксизам је приступ марксизму темељен на структурализму, примарно темељен на радовима француског теоретичара Луја Алтисера и његових ученика. Био је значајан у Француској у касним 60-има и 70-има и утицао је на филозофе, политичке теоретичаре и социологе изван Француске у 70-има.

#### Неомарксизам
Неомарксизам је школа марксизма која је започела у 20. веку и базирала се на раним делима Маркса, пре утјецаја Енгелса, која су усредоточавала на дијалектички идеализам уместо на дијалектички материјализам. Стога је одбила економски детерминизам и била више либертаријанска. Неомарксизам додаје шире разумевање друштвене неједнакости, статуса и моћи Макса Вебера ортодоксној марксистичкој мисли.

#### Франкфуртска школа
Школу је основао Х. Веил, немачки богаташ који је окупио немачке недогматске марксисте (М. Хоркхајмер, Т. Адорно, Х. Маркузе, Е. Фром, Ф. Нојман) који су углавном били јеврејског порекла, па су повлачењем пред Хитлером, Франкфуртску школу преселили на америчке универзитете Колумбија, Принстон, Беркли. Након Другог светског рата институт се враћа назад у Франкфурт, где делује „друга генерација“ и Ј. Хабермас. Познати су по „критичкој теорији друштва“ која се темељи на изворној марксистичкој филозофији. Они критикују и одбацују позитивизам. Адорно и Хоркхајмер следећи Ф. Ничеа критикују просветитељство и човека доминантног над природом, а заробљеником властитог инструменталног ума. Друштвена промена није сводива на економски детерминизам, нови социјални покретачи промена су произвођачи идеја, а не ствари.
Најпознатију критичку историју марксизма написао је Лешек Колаковски: Главни токови марксизма I, II и III. (1976—1978).